# Герхард (Дюрбюи)
Герхард III фон Дюрбюи (на немски: Gerhard von Durbuy; * пр. 23 ноември 1223; † между 12 ноември 1298 и 29 декември 1303) от Дом Лимбург-Арлон, е граф, господар на Дюрбюи и Руси в Гранд Ест.

## Биография
Той е най-малкият син на херцог Валрам IV фон Лимбург(† 1226), граф на Люксембург, и втората му съпруга графиня Ермезинда II Люксембургска († 1247), вдовица на Теобалд I (1158 – 1214), граф на Бар, единствената дъщеря и наследник на Хайнрих IV Слепи († 1196), граф на Люксембург и на Намюр, и втората му съпруга Агнес, дъщеря на Хайнрих, граф на Гелдерн. Майка му Ермезинда управлява Люксембург още 21 години и основава няколко манастира.
Брат е на Хайнрих V Люксембургски († 1281) и на Катарина († 1255), омъжена 1225 г. за Матиас II († 1251), херцог на Лотарингия. Полубрат е на Хайнрих IV († 1247), граф на Берг и Лимбург, и Валрам II († 1242), господар на замък Моншау.
Герхард III получава Графство Дарбюи. След неговата смърт децата му дават през 1304 г. Дарбюи на братовчед им Хайнрих VII (Свещена Римска империя).

## Фамилия
Герхард III Дюрбюи-Руси се жени пр. 3 декември 1259 г. за Мехтхилд фон Клеве († 1304), дъщеря на граф Дитрих фон Клеве († 1245) и Елизабет от Брабант († 1272), дъщеря на херцог Хайнрих I от Брабант († 1235) и втората му съпруга Мария Френска († 1224), дъщеря на френския крал Филип II Август и Агнес от Андекс-Мерания. Те имат осем дъщери:
- Катарина фон Лимбург († 26 септември 1328), омъжена I. ок. 16 декември 1280 г. за Албрехт, господар на Фоорне († 1287), II. 1297 г. за Волфарт фон Борселен († 1289)
- Изабела фон Люксембург († сл. 1304), наследничка на Руси, омъжена пр. декември 1273 г. за Хайнрих II фон Грандпре († 1287)
- Маргарета фон Люксембург († сл. 1291), омъжена 1289 г. за Йохан III фон Гхистелес († 1315)
- Пентекота (Ивета) фон Люксембург († сл. 1289), омъжена на 25 декември 1298 г. за Вилхелм фон Мортане, господар на Румес († пр. 23 ноември 1321)
- Ирмезинда фон Люксембург/Ирмгард дьо Дюрбюи († сл. 1308), омъжена на 28 януари 1272 г. за Герхард V фон Бланкенхайм († сл. 10 август 1309)
- Матилда фон Люксембург († сл. 1283), господарка на Мелин, омъжена за Бодуин де Хенин, господар на Фонтен († 1295)
- Агнес фон Люксембург († сл. 1274)
- Мария фон Люксембург